# クラビア (楽器メーカー)

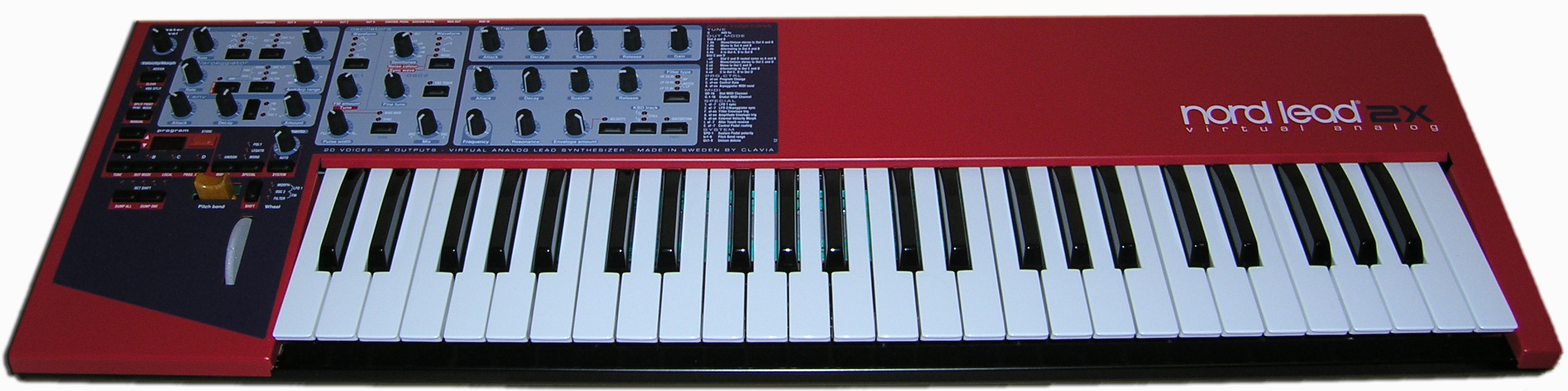
Clavia Nord Lead 2x

クラビア（Clavia DMI AB）はスウェーデンのストックホルムに本社を置くバーチャルアナログシンセサイザーおよびデジタルパーカッションシステム、鍵盤楽器等を開発・製造する企業である。

## 概要
1983年、ハンス・ノーデリウスとミカエル・カールソンはストックホルムの南の郊外に位置する家の地下室で仕事を始め、商業市場のために世界で初めてデジタルドラムを製作した。この2人が設計した製品は後に"Digital Percussion Plate 1"と名付けられた。
クラビアの開発チームはddrumという名称で、デジタルパーカッションシステムのおそらく草分け的な製品を開発した。1995年にはクラビアとして最初のシンセサイザーとして知られている Nord Leadをリリースした。Nord Leadの大きな成功から、クラビアはNord Leadの後継となる製品群を発売し、それらの本体のデザインは初代のものを踏襲している。その後、Nord Modularと呼ばれるソフトウェア上でパッチング可能なシンセサイザーやエレクトリックピアノであるNord Electro、Nord C1というオルガンを次々と発売した。
日本においての輸入代理店は、2010年1月31日まで株式会社モリダイラ楽器が担当していたが同年2月1日より株式会社コルグが担当。2016年11月1日からヤマハミュージックジャパンが担当。2023年10月2日から株式会社キョーリツコーポレーションが引き継いだ。

## 製品

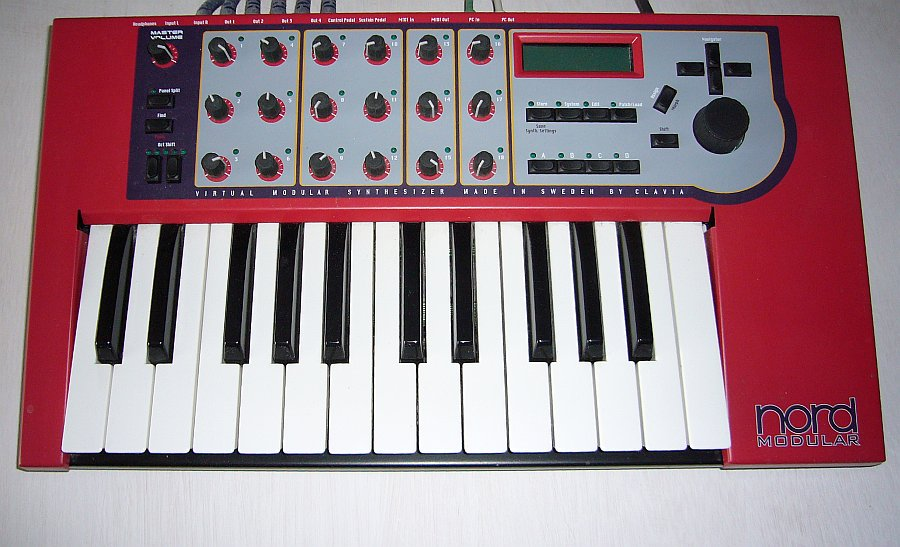
Nord Modular

Nord Leadシリーズ - バーチャルアナログ・シンセサイザー
- Nord Lead（1995 - 1998年）
- Nord Lead 2（1998 - 2003年）
- Nord Lead 2X
- Nord Lead 3（2001 - 2007年）
- Nord Lead 4（2013 - 2020年）
- Nord Lead A1
- Nord Rack 2x
- Nord Rack 3
- Nord Lead A1R

Nord Waveシリーズ
- Nord Wave
- Nord Wave 2

Nord Modularシリーズ - モジュラー・シンセサイザー
- Nord Modular（1997 - 2003年）
- Nord Micro Modular
- Nord Modular G2（2003 - 2009年）

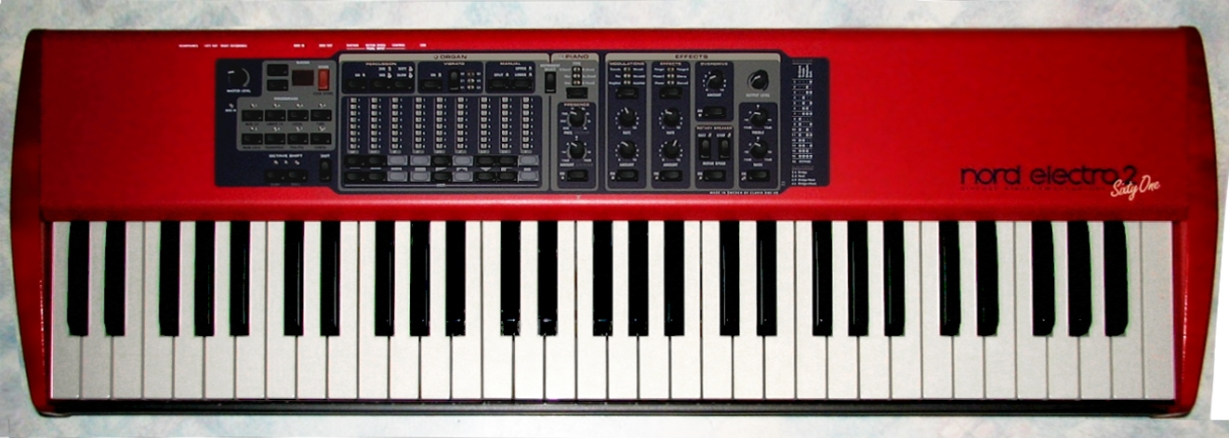
Nord Electro 2 (61keys)

Nord Electroシリーズ - エレクトリックピアノ
- Nord Electro（2001 - 2005年）
- Nord Electro 2
- Nord Electro 3
- Nord Electro 4
- Nord Electro 5
- Nord Electro 6

Nord Stageシリーズ - ステージキーボード
- Nord Stage
- Nord Stage EX
- Nord Stage 2
- Nord Stage 3

Nord C1シリーズ - コンボオルガン
- Nord C1
- Nord C2
- Nord C2D

Nord Piano
- Nord Piano
- Nord Piano 2
- Nord Piano 3
- Nord Piano 4
- Nord Piano 5
- Nord Grand

Drum
- Digital Percussion Plate 1（1983年）
- Clavia ddrum（1983 - 2005年）
- Nord Drum 3P